# یواس‌اس ویلمینگتون (سی‌ال-۱۱۱)
یواس‌اس ویلمینگتون (سی‌ال-۱۱۱) (به انگلیسی: USS Wilmington (CL-111)) یک کشتی بود که طول آن ۶۱۱ فوت ۲ اینچ (۱۸۶٫۲۸ متر) بود.